# Rock Springs (Wisconsin)
Rock Springs és una població dels Estats Units a l'estat de Wisconsin. Segons el cens del 2000 tenia 425 habitants.

## Demografia
Segons el cens del 2000, Rock Springs tenia 425 habitants, 156 habitatges, i 117 famílies. La densitat de població era de 121,6 habitants per km².
Dels 156 habitatges en un 38,5% hi vivien nens de menys de 18 anys, en un 62,2% hi vivien parelles casades, en un 4,5% dones solteres, i en un 25% no eren unitats familiars. En el 20,5% dels habitatges hi vivien persones soles el 12,8% de les quals corresponia a persones de 65 anys o més que vivien soles. El nombre mitjà de persones vivint en cada habitatge era de 2,72 i el nombre mitjà de persones que vivien en cada família era de 3,14.
Per edats la població es repartia de la següent manera: un 26,1% tenia menys de 18 anys, un 9,2% entre 18 i 24, un 30,8% entre 25 i 44, un 20,5% de 45 a 60 i un 13,4% 65 anys o més.
L'edat mediana era de 36 anys. Per cada 100 dones de 18 o més anys hi havia 97,5 homes.
La renda mediana per habitatge era de 41.500 $ i la renda mediana per família de 51.071 $. Els homes tenien una renda mediana de 31.932 $ mentre que les dones 21.125 $. La renda per capita de la població era de 17.689 $. Aproximadament el 6% de les famílies i el 10,1% de la població estaven per davall del llindar de pobresa.

## Poblacions més properes
El següent diagrama mostra les poblacions més properes.